# Lola Dueñas
María Dolores Dueñas Navarro més coneguda com a Lola Dueñas   (Madrid, 6 d'octubre de 1971) és una actriu de cinema i televisió espanyola. Va debutar al cinema el 1998. Entre les seves primeres intervencions destaquen en Las razones de mis amigos, Piedras, Días de fútbol o Fuera de carta. Va convertir-se en una de les actrius més cotitzades d'Espanya arran del seu treball amb directors com Alejandro Amenábar (Mar adentro) i Pedro Almodóvar (Volver, Hable con ella, Los abrazos rotos i Los amantes pasajeros).
El 2004 va guanyar el Premi Goya a la millor actriu per Mar adentro i el Premi Goya a la millor actriu secundària el 2006. Aquell any va guanyar també el Premi a la interpretació femenina al Festival de Cannes (juntament amb la resta d'actrius de Volver).